# Auenlandschaft Hohenrode
Die Auenlandschaft Hohenrode ist ein Naturschutzgebiet in der niedersächsischen Stadt Rinteln im Landkreis Schaumburg.

## Allgemeines
Das Naturschutzgebiet mit dem Kennzeichen NSG HA 222 ist etwa 127 Hektar groß. Es grenzt im Westen teilweise an das Landschaftsschutzgebiet „Wesertal im Bereich der Stadt Rinteln“ und im Südwesten an das Landschaftsschutzgebiet „Lipper Bergland“. Das Gebiet steht seit dem 1. November 2014 unter Schutz. Es gehört der NABU-Stiftung Nationales Naturerbe und wird vom Naturschutzbund Deutschland betreut. Zuständige untere Naturschutzbehörde ist der Landkreis Schaumburg.

## Beschreibung
Das Naturschutzgebiet liegt im Naturpark Weserbergland Schaumburg-Hameln zwischen Hessisch Oldendorf und Rinteln in der Weseraue nördlich von Hohenrode. Es stellt einen in einer Weserschleife liegenden Kiesabbaubereich mit seinen Kiesteichen und den angrenzenden Bereichen unter Schutz. Der Kiesabbau wurde hier 1995 begonnen. Bereits die Genehmigung des Kiesabbaus sah vor, das Gebiet anschließend zu rekultivieren und im Sinne des Naturschutzes herzurichten.

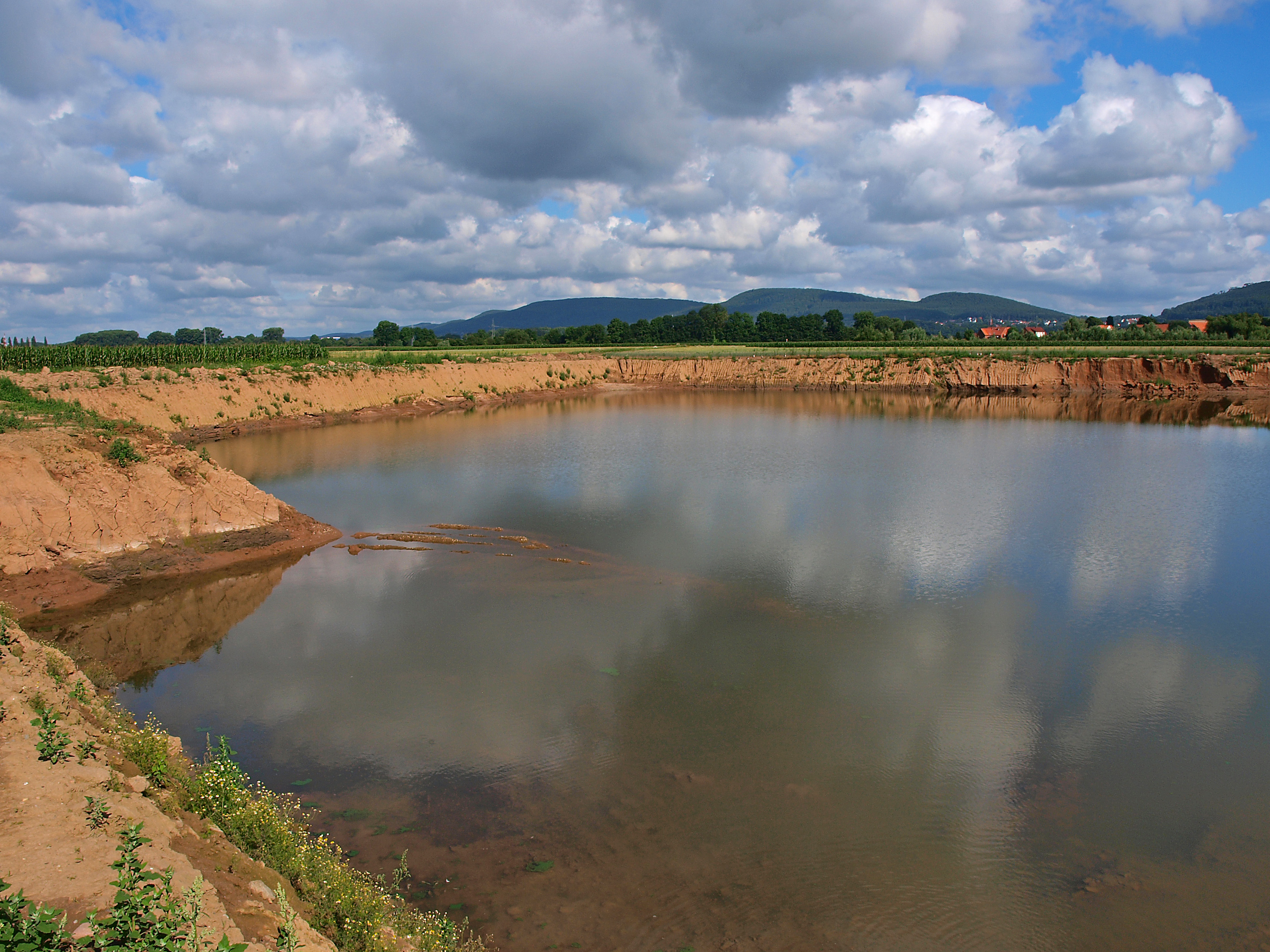
Steilufer im westlichen Bereich der Auenlandschaft

Das Gebiet wird von altwasserähnlichen Kiesseen mit Steilufern, Flachwasserzonen und auch bei Hochwasser nur selten überfluteten Inseln sowie standorttypischen Weich- und Hartholzauwäldern geprägt. Daneben sind Flutmulden, versumpfte Zonen und temporäre Stillgewässer sowie Kies- und Sandbänke und Pionierstandorte auf Rohböden zu finden. Das Naturschutzgebiet unterliegt der natürlichen Flussdynamik und kann sich naturnah entwickeln. Es stellt einen wichtigen Lebensraum für zahlreiche Pflanzen und Tiere dar. So sind hier u. a. verschiedene Amphibien und Reptilien heimisch. Die Wasserflächen bieten Libellen einen Lebensraum, in den Kiesteichen leben zahlreiche wirbellose Organismen wie z. B. Muscheln.
Das Naturschutzgebiet ist auch Lebensraum für eine vielfältige Avifauna. So sind an den Kiesteichen u. a. Höckerschwan, Graugans, Reiherente, Krickente, Knäkente, Haubentaucher und Zwergtaucher heimisch. Auf den offenen Flächen zwischen den Teichen leben und brüten Flussregenpfeifer. Auch verschiedene Singvögel sind im Naturschutzgebiet heimisch. So bieten die Weichholzauenwälder der Beutelmeise einen geeigneten Lebensraum. Weiterhin sind z. B. Goldammer, Bluthänfling, Feldlerche und Rohrammer anzutreffen. Weiterhin leben hier Eisvogel und Uferschwalbe. Sie können an Steilhängen der ehemaligen Kiesabbauflächen ihre Brutröhren bauen. Für Flussseeschwalben wurden Brutflöße in den Kiesteichen verankert. Auch für den Fischadler wurde eine Nisthilfe errichtet.
Der Seeadler nutzt das Gebiet ganzjährig zur Nahrungssuche und auch Fischadler sind als Nahrungsgäste anzutreffen. Im Winter überwintern hier verschiedene Vogelarten, z. B. Grau- und Blässgänse, Kormorane, Schell-, Reiher-, Tafel- und Pfeifenten, Zwerg- und Gänsesäger sowie Silberreiher.
Teile des Naturschutzgebietes werden mit Eseln, Schafen und Galloway-Rindern extensiv beweidet, um Offenlandflächen zu erhalten.
Ein Teil des Naturschutzgebietes im Osten kann auf einem Rundweg um den See D erlebt werden. Daneben gibt es einen Stichweg zwischen den Seen B und C. Die Uferbereiche des Sees D sowie einzelne Uferbereiche am Südufer des Sees B sind für die Angelnutzung freigegeben, ein Besatz der Gewässer mit Fischen ist jedoch verboten. Der südlichste Teil des Sees C ist aus dem Naturschutzgebiet ausgespart. Hier befindet sich ein Sandstrand, der zum Baden genutzt wird.